# Husein Mohamed Ahmed
Husein Mohamed Ahmed es un deportista egipcio que compitió en golbol. Ganó una medalla de bronce en los Juegos Paralímpicos de Seúl 1988.

## Palmarés internacional
| Juegos Paralímpicos | Juegos Paralímpicos  | Juegos Paralímpicos | Juegos Paralímpicos |
| Año                 | Lugar                | Medalla             | Competición         |
| ------------------- | -------------------- | ------------------- | ------------------- |
| 1988                | Seúl (Corea del Sur) | Medalla de bronce   | Torneo masculino    |